# Bitwa pod Segesvárem

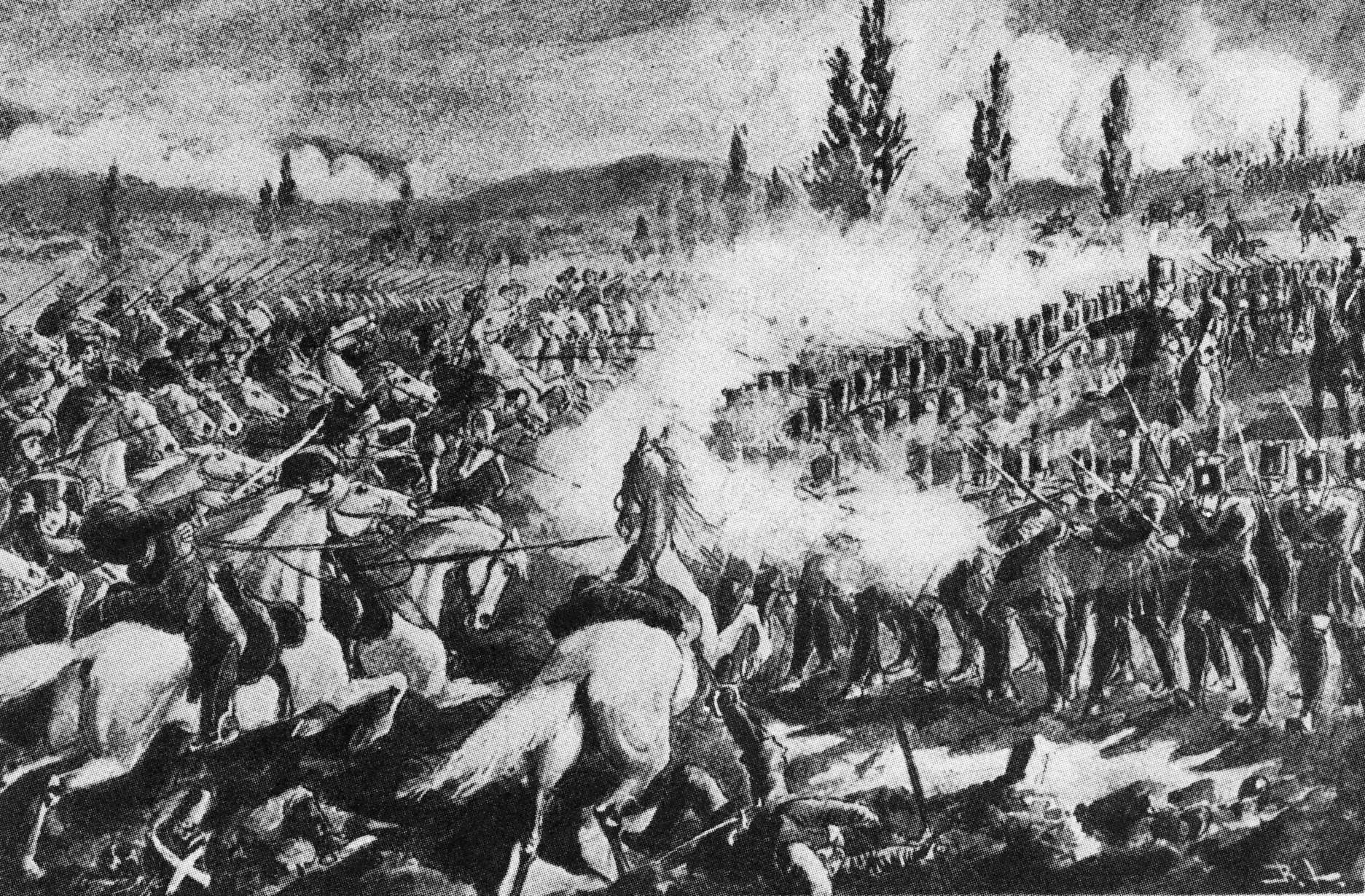

Bitwa pod Segesvárem (dziś: Sighișoara) – starcie zbrojne, które miało miejsce 31 lipca 1849 w czasie powstania węgierskiego pomiędzy siłami węgierskimi pod dowództwem gen. Józefa Bema a rosyjskim V Korpusem pod wodzą gen. Aleksandra Lüdersa. Bitwa zakończyła się klęską armii węgierskiej, spośród której 1 200 żołnierzy zostało zabitych, a 500 wziętych do niewoli. Powstańcy stracili 8 armat. W bitwie tej najprawdopodobniej zginął adiutant Bema, węgierski poeta Sándor Petőfi.